# Тлухово
Тлухово (пол. Tłuchowo, нім. Tülchau) — село в Польщі, у гміні Тлухово Ліпновського повіту Куявсько-Поморського воєводства.
Населення — 1179 осіб (2011).
У 1975-1998 роках село належало до Влоцлавського воєводства.

## Демографія
Демографічна структура станом на 31 березня 2011 року:
|          | Загалом | Допрацездатний вік | Працездатний вік | Постпрацездатний вік |
| -------- | ------- | ------------------ | ---------------- | -------------------- |
| Чоловіки | 571     | 138                | 387              | 46                   |
| Жінки    | 608     | 127                | 367              | 114                  |
| Разом    | 1179    | 265                | 754              | 160                  |